# Аззан ибн Кайс
Аззан ибн Кайс (погиб 30 января 1871) — 10-й султан Омана и Маската из династии Аль Саид (1868—1871).

## Биография
Старший сын Кайса ибн Аззана (1813—1861), губернатора Сухара и Рустака, внук Аззана ибн Кайса (ум. 1814), губернатора Сухара, и праправнук первого оманского имама Ахмеда ибн Саида (1710—1783), основателя династии Аль Саид.
Занимал должности губернатора Сухара и Рустака (с 1861).
В 1868 году губернатор Рустака Аззан Аззан ибн Кайс свергнул с престола своего четвероюродного брата, оманского имама Селима ибн Тувайни (1866—1868). Аззан ибн Кайс, пользовавшийся поддержкой многих ибадитских племен, был провозглашен имамом и приступил к расширению своих владений.
В 1869 году оманский имам Аззан ибн Кайс подчинил своей власти Вади Самаиль, Джалян, отбил у ваххабитов оазис Бурайми, захватил Джауф, Низву и форт Эль-Хазму. Таким образом, на короткий срок вся страна оказалась объединена под властью одного правителя.
В конце 1870 года против Аззана выступил его родственник Турки ибн Саид (1832—1888), губернатор Сухара и Гвадура. Турки получил помощь от султана Занзибара и в январе 1871 года разбил Аззана в битве при Матре.
Оставил после себя трех сыновей:
- Хамид ибн Аззан (1862—1903)
- Кайс ибн Аззан (1864—1926)
- Саид ибн Аззан (1867—1899)